# Santa Ana (Valle de Santiago)
Santa Ana es una localidad del estado mexicano de Guanajuato. Es parte del municipio de Valle de Santiago.

## Toponimia
El nombre de la población hace referencia al santo patrono de la localidad: Santa Ana de Nazaret.

## Demografía
| Gráfica de evolución demográfica |
|                                  |

| Censo | Población |
| ----- | --------- |
| 1910  | 115       |
| 1921  | 74        |
| 1930  | 71        |
| 1940  | 227       |
| 1950  | 324       |
| 1960  | —         |
| 1970  | 625       |
| 1980  | 755       |
| 1990  | 1 016     |
| 2000  | 845       |
| 2010  | 1 126     |
| 2020  | 1 244     |